# Antinoria
Antinoria is een geslacht uit de grassenfamilie (Poaceae). De soorten komen voor in Afrika, Azië en Europa.

## Soorten
Van het geslacht zijn de volgende soorten bekend:
- Antinoria agrostidea
- Antinoria insularis
- Antinoria natans